# 마에다 유키
마에다 유키(前田有紀, 1979년 8월 28일 ~ )는 에히메현 출신(고치현 태생)의 일본의 엔카 가수이다. 애칭은 유키동(ユキドン). 2012년 6월에 결혼과 임신을 발표해 활동을 휴지하였다.

## 데뷔의 경위
어릴 적은 부모님이 경영하는 선술집으로부터 들리는 카라오케의 소리가 자장가였다. 일찍부터 현지의 카라오케 대회 · 콘테스트를 계속 돌아, 일부에서는 꽤 유명한 존재였다고 한다.
- 1991년 3월, 제1회 시시 전국 카라오케 대상 특별 결승 대회 심사원 특별상.
- 1993년, 콜롬비아 신인 가요 오디션 전국 대회 특별상.
- 1994년 9월, 제18회 나카사키 가요제 결승 대회 출장.
- 1994년,「이츠키 히로시 가요 콩쿨 '94 POPULAR SINGER'S CONTEST」의 오디션으로 이츠키 히로시에 찾아내진다.
- 1995년 4월, 상경. 메이지 대학 부속 나카노 고등학교 입학, 학업과 보이스 트레이닝에 힘쓴다.
- 1998년 3월, 메이지 대학 부속 나카노 고등학교 졸업.

## 헬로! 프로젝트 가입의 경위
- 헬로! 프로젝트(하로프로)의 멤버(주로 모닝구무스메。이외의 멤버)가 출연하고 있던 TV 프로「아이돌을 찾아라!」중에서 동 프로그램 사회 멤버가 여러 가지 직업에 도전하는 코너가 있어, 그 일환으로 2000년 당시의 사회의 1명이었던 이이다 카오리가 이츠키 히로시의 1일 매니저를 맡게 되었다.
- 후일, 이츠키로부터 이이다에 오퍼가 있어, 이츠키의 프로듀스로 데뷔 예정의 마에다의 매니지먼트의 심부름을 이이다가 의뢰받게 되었다.
- 신인 이유인가, 아직 땅에 다리가 닿지 않은 모습의 마에다에 대해, 이이다는「유키는 더 돈으로 하지 않으면!」라고 한 일로부터「유키동(ユキドン)」의 애칭을 할 수 있다.
- 한층 더 이이다는「하로! 모닝구。」의 출연 허가를 얻기 위해 분주. 프로그램 내에서의 데뷔곡 피로를 거치고, 2000년 여름의 하로프로 공연으로부터 본격적으로 참가했다. 멤버의 탈퇴 · 임신 휴업등이 잇따라, 지금 마에다는 베테랑으로서 젊은 멤버를 끌어들이는 입장에 있다.
- 무엇보다 이츠키가 층쿠♂, 모닝구무스메。와 같은 사무소의 호리우치 타카오와 친하게 지내고 있던 사실도 마에다의 멤버들이 지지했다고 하는 측면이 있다.

## 음악

### 싱글
1. 鳴きうさぎ (2000년 4월 21일)
2. 東京Youターン (2001년 1월 1일)
3. 東京、宵町草。(2002년 2월 21일)※이하 테이치쿠 엔터테인먼트의 레이블.
4. 東京きりぎりす (2003년 7월 16일)※이후 업프런트 워크스의 레이블.
5. さらさらの川 (2004년 1월 1일)
6. 西新宿で逢ったひと (2004년 9월 29일)
7. お前の涙を俺にくれ (2006년 7월 26일)
8. 相愛太鼓 (2007년 9월 26일)
9. ケンチャナ 〜大丈夫〜 (2009년 2월 25일)
10. ミアネヨ 〜ごめんなさい〜 (2010년 4월 7일)
11. 釜山発 (2011년 5월 25일)

### 앨범
1. 前田有紀 全曲集 〜ケンチャナ〜 (2009년 9월 9일)
2. 釜山発 〜韓国シリーズベスト〜 (2011년 11월 23일)

## 출연

### 라디오
- 마에다 유키의 사랑의 노래 마음의 노래 ( ~ 2010년 4월 3일, 산요 방송)
- 마에다 유키의 일찍 일어나기 만세 ( ~ 2010년 4월 3일, 시코쿠 방송)
- 마에다 유키의 GIFT FOR YOU (2010년 4월 4일 ~ 2012년 6월, 기후 방송 / 2010년 10월 10일 ~ 2012년 6월, 코치 방송 / 2011년 10월 ~ 2012년 6월, 남해 방송)

### 인터넷
- 제15회 하로프로 비디오 채팅 (2005년 6월 24일, 헬로! 프로젝트 on 프렛츠)

## 소속 유닛
- 셔플 유닛
  - 아카구미4 (2000년, 다니엘 졸업 후)
  - SALT5 (2003년)
  - H.P.올스타즈 (2004년)